# Cronache del dopobomba (fumetto)
Cronache del dopobomba è un fumetto di genere fantascientifico apocalittico del 1973 realizzato dal fumettista Bonvi che descrive un ipotetico futuro dopo l’esplosione della bomba atomica. Si tratta di un'opera diversa dalle precedenti dell'autore, caratterizzata da un segno più espressionistico e inquietante. La visione del mondo dopo la catastrofe non lascia spazio a falsi ottimismi e l'umanità è rappresentata in tutta la sua abiezione.

## Storia editoriale
La serie esordì sulla rivista Undercomics della Editoriale Dardo nel giugno 1973. A causa dei temi crudi e delle situazioni rappresentate (che oscillano tra la drammaticità di un mondo post olocausto atomico e l'assurdità delle situazioni descritte, con uomini che si uccidono per una scatoletta vuota o perché di fedi politiche differenti), l'opera, disegnata nel 1973, non fu apprezzata in Italia, ma fu comunque pubblicata con continuità in Francia nel 1974 e in Italia venne ripubblicate solo successivamente sulla rivista Eureka dell'Editoriale Corno a partire dal 1975 e in seguito venne ristampata più volte in volume (nel 1980 ci fu una edizione in volume edita da Savelli Editori) e negli anni ottanta sulle riviste L'Eternauta e Be Bop Alula e poi sul mensile Sturmtruppen. Bonvi continuerà a lavorarci fino al 1993 realizzando complessivamente 74 storie che vennero poi in parte raccolte in due volumi editi dalla Granata Press, Cronache del dopobomba (1991) e Nuove cronache del dopobomba (1992). Una selezione di storie venne pubblicata nel 2009 nella collana "I maestri del fumetto" edito da Mondadori.